# Dizopiramid
Dizopiramid (INN, Norpace, Rythmodan) antiaritmički je lek, koji se koristi za tretiranje ventrikularne tahikardije. On je blokator natrijumovog kanala i stoga se klasifikuje u klasu 1a anti-aritmičkih agenasa |year=}}. Dizopiramid ima negativno inotropno dejstvo na ventrikularni miokard. On znatno umanjuje kontraktilnost. Dizopiramid takođe ima antiholinergički uticaj na srce, što uzrokuje mnoštvo nuspojava. Dizopiramid je dostupan u oralnoj i intravenoznoj formi, i ima nizak stepen toksičnosti.

## Hemija
Dizopiramid se može sintetisati iz benzil cijanida i 2-bromopiridina:

## Literatura
- Guyton, Arthur C.; Hall, John E. (2006). Textbook of Medical Physiology (11th изд.). Philadelphia: Elsevier Saunders..
- Rizos, I. I., et al. „Effects of Intravenous Disopyramide and Quinidine on Normal Myocardium and on the Characteristics of Arrhythmias: Intraindividual Comparison in Patients with Sustained Ventricular Tachycardia”. European heart journal. 8 (2): 154—63. 1987.: 154-63. Biological Sciences. Web. 10 Feb. 2012.
- Katzung, Bertram G., Masters, Susan B., Trevor, Anthony J. (2009). Basic and Clinical Pharmacology (11th изд.). New York: McGraw Hill.
- Levites, R. R., and G. J. GJ Anderson. "Electrophysiological Effects of Disopyramide Phosphate during Experimental Myocardial Ischemia." „Electrophysiological Effects of Disopyramide Phosphate during Experimental Myocardial Ischemia”. American Heart Journal. 98 (3): 339—44. 1979.. Biological Sciences. Web. 15 Feb. 2012.
- Hulting J, Rosenhamer G: Hemodynamic and electrocardiographic effects of disopyramide in patients with ventricular arrhythmia. Acta Med Scand. 199: 41—51. Недостаје или је празан параметар |title= (помоћ), 1976.
- Mathur, P. P. PP. „Cardiovascular Effects of a Newer Antiarrhythmic Agent, Disopyramide Phosphate.”. 84 (6). American Heart Journal. 1972: 764—70. . Biological Sciences; Environmental Science and Pollution Management. Web. 15 Feb. 2012.
- Kim, S. Y. SY, and N. L. NL Benowitz. "„Poisoning due to Class IA Antiarrhythmic Drugs. Quinidine, Procainamide and Disopyramide.”. Drug safety. 5 (6): 393—420. 1990.. Biological Sciences; Environmental Science and Pollution Management. Web. 12 Feb. 2012.

## Spoljašnje veze
|  | Molimo Vas, obratite pažnju na važno upozorenje u vezi sa temama iz oblasti medicine (zdravlja). |